# Karl Hude
Christian Karl Tulinius (von der) Hude, född den 22 augusti 1860 i Viborg, död den 18 februari 1936 på Frederiksberg, var en dansk skolman och filolog. Han var bror till Anna och Kristian Hude samt far till Elisabeth Hude.
Hude blev filologie kandidat 1883 och filosofie doktor 1888, adjunkt vid metropolitanskolan i Köpenhamn 1891 och rektor vid Fredriksborgs skola 1902. Hudes gradualavhandling rörde den kritiska behandlingen av Thukydides, och 1898–1901 ombesörjde han en kritisk edition av dennes verk. Han blev 1919 lektor i klassisk filologi vid Köpenhamns universitet och 1921 rektor vid Metropolitanskolan. Han fortsatte sina utgivningsarbeten med Herodotos, Lysias och Aristoteles samt översatte Plutarchos och Appianus. 

## Utmärkelser
- Riddare av Dannebrogorden,  1912[1]
- Dannebrogsmännens hederstecken,  1927[1]

[Redigera Wikidata]